# Shakin' Stevens
Michael Barratt (n. 5 decembrie 1948, Cardiff, Țara Galilor, Regatul Unit), cunoscut ca Shakin' Stevens, este un cântăreț vocal și compozitor de muzică rock and roll din Țara Galilor. Este cunoscut ca fiind cel mai bine vândut artist britanic al anilor 80. Cariera sa muzicală a început la sfârșitul anilor 60, dar nu a cunoscut succesul comercial până în 1980. Cele mai de succes melodii erau hituri nostalgice, cu influențe din rock and roll-ul și pop-ul anilor 50.
În Marea Britanie, Stevens a avut 33 de hituri incluse în Top 40, printre care și cele patru vârfuri de top, „This Ole House”, „Green Door”, „Oh Julie” și „Merry Christmas Everyone”. Ultimul său single inclus în Top 40 a fost „Trouble” în 2005, dar începând cu anul 2007, cântecul său de Crăciun a intrat în UK Top 75 în fiecare an în luna decembrie. Până acum niciun alt artist nu a mai reușit o asfel de performanță.

## Copilăria
Michael Barratt este cel mai mic dintre cei 11 copii ai lui Jack și Mary Barratt. Tatăl său era veteran de război, care a lucrat ca miner, iar mai apoi în domeniul construcțiilor. Acesta a murit în anul 1972, la vârsta de 75 de ani, iar mama sa a încetat din viață în 1984, la vârsta de 79 de ani.
Stevens a crescut în Ely, Cardiff, iar la mijlocul anilor 1960 el și-a format prima trupă rock and roll amator cu câțiva colegi de școală, devenind vocalistul principal al acesteia. Adolescenții au avut câteva spectacole locale sub numele de Denims, după mai multe schimbări de nume.
La sfârșitul anilor 1960, Stevens a fost cooptat în Liga Comunistă Tânără (YCL), ce aparținea de Partidului Tineretului Comunist din Marea Britanie, activând la evenimentele YCL. În acel moment, la YCL a fost asociat cu mai multe personalități de top ale industriei muzicale, inclusiv cu Pete Townshend. Cu toate acestea, Stevens a declarat că organizatorul concertelor era membru al partidului iar trupa a activat doar pentru a-și face datoria.
Pe 7 octombrie 1967, Stevens s-a căsătorit cu soția sa, Carol, cu care are 3 copii. Cei doi au divorțat în 2009, după 42 de ani de căsnicie.

## Cariera

### The Sunsets
Lucrând ca tapițer și lăptar, Barratt susținea spectacole în cluburile și puburile locale numai în weekenduri. El a fost descoperit de impresarul Paul „Legs” Barrett, pe când Michael era vocalist principal în trupa The Backbeats. Paul a propus o schimbare asupra trupei deja existente, transformând-o într-o trupă de rock and roll inspirat din anii 1950 și schimbându-i numele în Shakin Stevens and The Sunsets, nume inspirat din aliasul unui prieten al artistului.
Cu toate că în anul 1969 trupa a primit sprijin din partea The Rolling Stones, a semnat un contract cu Parlphone Records următorul an și a lansat un album produs cu ajutoru lui Dave Edmunds, Shakin Stevens and The Sunsets nu a cunoscut un succes remarcabil în Marea Britanie. Totuși, aceștia au avut câteva hituri în alte țări, motiv pentru care aceștia au susținut spectacole în Germania, Belgia, Franța și Olanda.

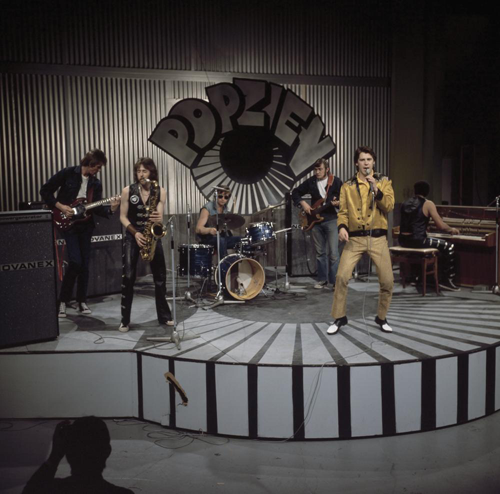
Shakin' Stevens and The Sunsets în 1973

Datorită faptului că vânzările acestora au fost scăzute, multe dintre melodiile trupei înregistrate cu Stevens au devenit articole de colecție după ce acesta a cunoscut succesul. The Sunsets continuă și în prezent să susțină spectacole și turnee anuale în Marea Britanie, Europa și Australia, recent împreună cu nepotul lui Shaky, Levi Barratt.

### Elvis! și înregistrarea unui hit
În 1977, Stevens a fost invitat personal de către Jack Good să audieze pentru un rol într-un nou musical, Elvis!. Musicalul portretiza viața muzicianului, iar Shaky a primit rolul lui Elvis tânăr, în perioada sa de glorie.  Datorită succesului acestui spectacol și aparițiilor televizate constante în cadrul diferitor emisiuni, Stevens atinge pentru prima dată succesul real, cu melodia „Hot Dog”.

### Anii de glorie
În 1979, Stevens semnează un contract de management cu Freya Miller, care se dovedește a fi cel mai de succes de pentru artist. La recomandarea acesteia, Shaky încetează colaborarea cu trupa The Sunsets și se concentrează pe o carieră solo. În 1981, acesta reușește pentru prima dată să ocupe locul 1 în topurile britanice cu melodia „This Ole House”. În anii următori reușește să mai ajugă de încă 10 ori în top 5, dintre care cu 3 dintre piese cucerește locul 1, iar cu altele 2, locul 2. Pentru hitul său din 1984 ,„Teardrops”, care a ajuns și el în top 5, artistul a colaborat cu chitaristul Hank Marvin, iar de atunci, multe dintre piesele sale au avut în roluri principale muzicieni faimoși ai momentului, cumar fi Albert Lee, Roger Taylor sau Bonnie Tyler.
Albumul său ,„Shaky”, a cunoscut de asemenea un succes remarcabil, ocupând prima poziție în topul albumelor din Marea Britanie. La mijlocul anilor 80, acesta s-a reunit cu Dave Edmunds pentru a înregistra albumul Lipstick, Powder and Paint și hitul „Merry Christam Everybody”, care a fost de asemenea pe locul 1 în topurile perioadei respective.
Hiturile au continuat, dar apoi la finalul anilor 80 și începutul anilor 90 succesul său a intrat în declin. În anul 1993 Stevens a hotărât să ia o pauză de la înregistrat, urmănd ca în 1999 să se întoarcă la spectacole live și turnee pentru încă 2 ani.

### 2000-prezent
În 2005, Stevens s-a mai întors încă o dată în topurile britanice cu albumul The Collection, care conținea cele mai cunoscute hituri ale artistului și care a cucerit locul 5 în top. Stevens a fost câștigătorul reality show-ului Hit Me Baby One More Time, ceea ce a dus la relansarea hitului „Trouble” (cover al artistei Pink)/„This Ole House”.

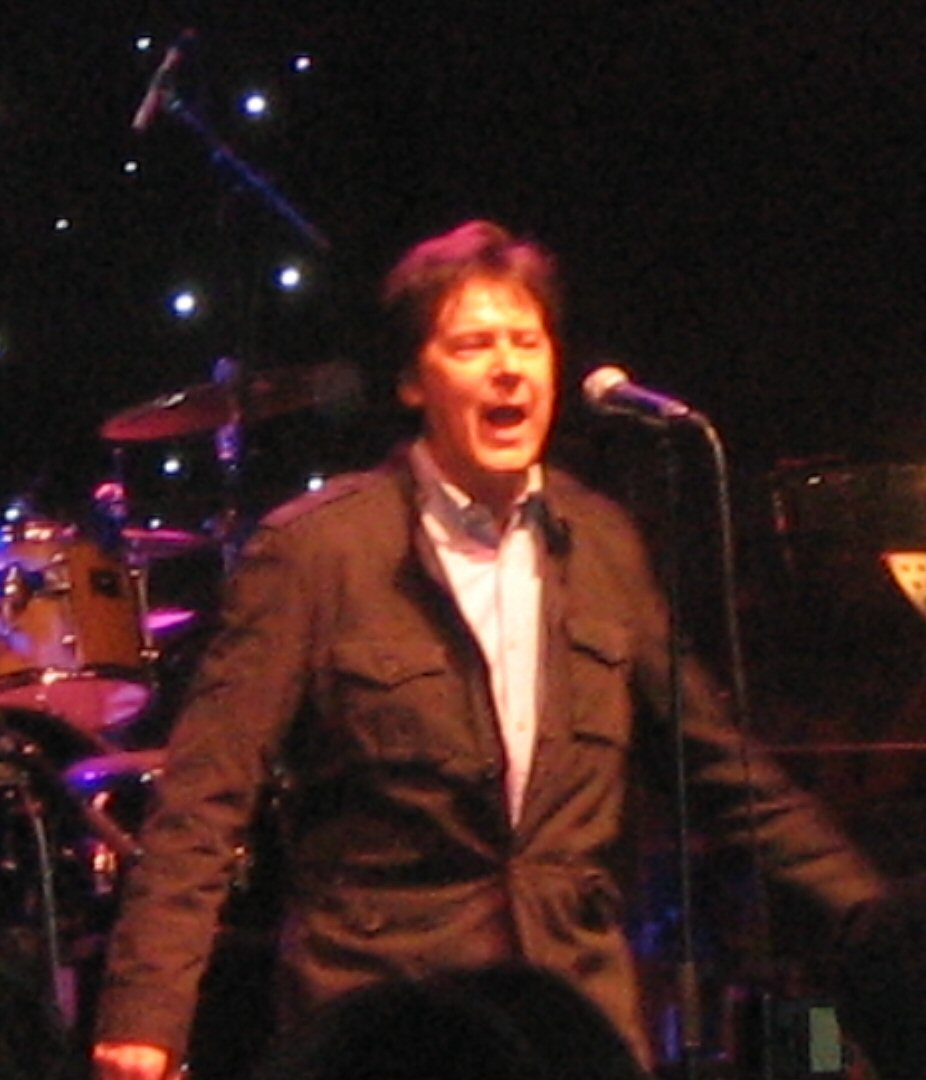
Shakin' Stevens în spectacol live (2007)

În aprilie 2008 Shakin Stevens a participat la Festivalul Glastonbury, deschizând spectacolul în fața unui public imens.
Pentru a sărbători cea de-a 60a zi de naștere a artistului, Chris Evans a organizat așa-numita Shaky Week pe postul său de radio la începului lui martie în 2008, iar mai târziu, muzicianul s-a îmbarcat într-un șir de concerte importante în Marea Britanie și Europa.
În 2010, Stevens ajunge în spital cu senme de epuizare datorate stresului de a lucra la un nou album. Mai târziu s-a dovedit că artistul a suferit un atac de cord datorat efortului fizic, iar în cosecință a fost spitalizat timp de două luni.
În 2011, el și-a revenit complet și a pornit într-un turneu aniversar, iar în 2013 a făcut parte dintr-un program de istorie, Coming Home, cu ajutorul căruia a descoperit informații legate de efectele Primului Război Mondial asupra familiei sale.
Stevens a făcut o apariție în direct la postul de radio Radio X în 2015, pentru a-și promova noul single „Echoes of a Merry Christmas”, a cărui profit a fost donat fundației The Salvation Army.
Pe 16 septembrie 2016, Stevens și-a lanat cel de-al douăzecelea album de studio, Echoes of Our Times, iar în 2017 a pornit din nou în turneu în Marea Britanie.
În octombrie 2018, Shakin Stevens a susținut primul său spectacol în Asia, desfășurat în Sri Lanka.

## Discografie
Discografia completă: Main article: Shakin' Stevens discography

## Legături externe
- Website oficial
- Shakin' Stevens pe IMDB
- Shakin' Stevens la AllMusic
- Shakin' Stevens biography from BBC Wales
- Discografie Shakin' Stevens